# سوئد در المپیک تابستانی ۱۹۲۸

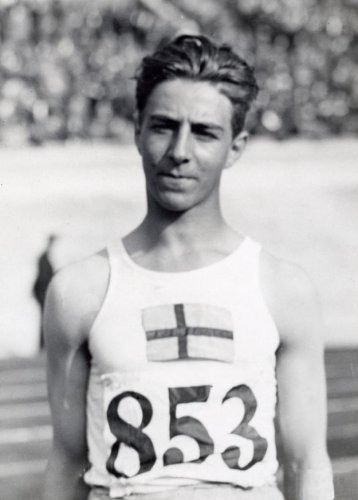
اریک لوندکویست، نمایندهٔ سوئد در بازی‌های المپیک تابستانی ۱۹۲۸، او در این مسابقات برندهٔ مدال طلا در رشتهٔ پرتاب نیزه شد.

سوئد در بازی‌های المپیک تابستانی ۱۹۲۸ که در شهر آمستردام هلند برگزار شد، کاروان سوئد با ۱۰۰ ورزشکار در این رقابت‌ها شرکت کرد و موفق به کسب ۲۵ مدال (۷ طلا، ۶ نقره، ۱۲ برنز) شد. در جدول رتبه‌بندی توزیع مدال‌ها، سوئد در ردهٔ ۴ مسابقات قرار گرفت.